# Giselle Keppel
Giselle Keppel (* 22. Juli 1970 in Köln-Ehrenfeld) ist eine deutsche Tanzsportlerin. Sie gehörte mit ihrem Partner Heiko Kleibrink zur Spitze des deutschen Tanzsports. Sie tanzten von 1991 bis 2006 zusammen.

## Erfolge
- 8-fache deutsche Meisterin der Professionals Standard (1997 bis 2004)
- 8-fache deutsche Meisterin der Professionals Kür Standard
- 3-fache Vizeweltmeisterin und Vizeeuropameisterin der Professionals Kür Standard
- Weltmeisterschafts- und Europameisterschaftsfinalistin der Professionals Standard
- 28-fache Grand-Prix-Siegerin bei den Professionals Standard